# Katedralen i Gloucester
Gloucester Cathedral ligger nord for det centrale Gloucester, nær floden.
Katedralen er over 900 år gammel. Den blev bygget 1089-1499.
Den højeste del af katedralen når 68.6 meter på grund af tårnet.
Den første, anden og sjette Harry Potter-film blev delvist indspillet her, omfattende Hogwarts korridorer, de talende portrætter, spøgelsesscener og toiletscener.
Edvard II ligger begravet i kirken.